# Графский переулок (Санкт-Петербург)
Гра́фский переу́лок — переулок в Центральном районе Санкт-Петербурга. Проходит от набережной реки Фонтанки до Владимирского проспекта.

## История
Проезд возник в 1739 году, тогда его называли Головинским, так как он пролегал вдоль усадьбы графа Н. Ф. Головина. По другим данным с 1776 по 1798 год переулок назывался Троицким). С конца XVIII века переулок стал известен как Графский.
При советской власти он был переименован: в 1923 году в Пролетарский переулок, а в 1964 году — в улицу Марии Ульяновой, в честь сестры Ленина. В 1991 году переулку было возвращено историческое название.

## Здания
В переулке расположены 12 зданий.

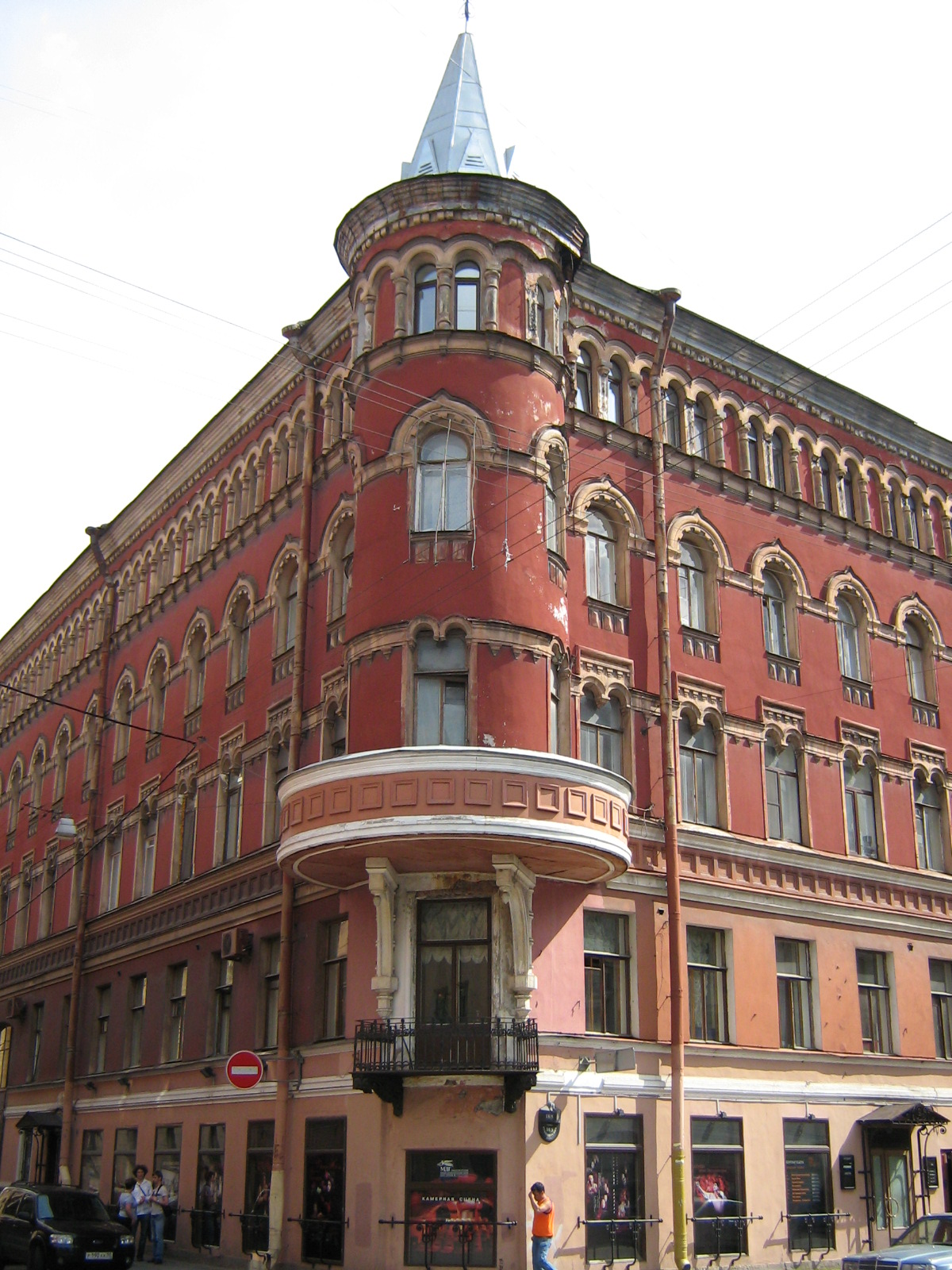
Дом № 5, доходный дом И. А. Жевержеева (на углу с улицей Рубинштейна)

- № 1 / Набережная реки Фонтанки, дом 50 — доходный дом[5].
- № 2 / Набережная реки Фонтанки, дом 48 — дом Волконской[6]. Здание в стиле эклектика построено в 1882 году, архитектор П. С. Самсонов.
- № 3 / улица Рубинштейна, дом 9 — доходный дом Лихачёвых. Здание в стиле эклектика построено в 1876 году, архитектор Георгий Винтергальтер.
- № 3, к. 1 — средняя школа № 122. Здание в стиле сталинского неоклассицизма построено в 1938 году, архитектор Д. Д. Лебиденский.
- № 4 / улица Рубинштейна, дом 7В — жилой дом Синебрюховых. Стиль: классицизм (1820—1829, архитектор неизвестен; 1853 — архитектор Эдуард Шмидт). Здание занимает Испанский центр культуры, образования и бизнеса в Санкт-Петербурге[7].
- № 5 / улица Рубинштейна, дом 18 — доходный дом И. А. Жевержеева (архитекторы: Доменико Адамини, 1837 и Александр фон Гоген, 1899). В этом доме жил Левкий Жевержеев с семьей, в начале 1920-х годов здесь также проживал танцовщик Георгий Баланчивадзе, супруг его дочери Тамары. Здесь же находилась богатая коллекция Жевержеева; в правой части по улице Рубинштейна в 1911 году он открыл Троицкий театр. Теперь здесь располагается Малый драматический театр под руководством Льва Додина.
- № 6 / улица Рубинштейна, дом 14—16 — доходный дом 1836 года постройки.
- № 7 — «Дом-коммуна инженеров и писателей» (1932, архитектор Андрей Оль). В квартире № 32 жила Ольга Бергольц (1932—1942). Сейчас по этому адресу находится Центральная местная организация Всероссийского общества слепых[8].
- № 8 — Кадетский корпус «Пансион воспитанниц Следственного комитета Российской Федерации», ранее — школа № 216 имени Адама Мицкевича с углублённым изучением польского языка. Здание школы построено в 1947—1948 годах по проекту архитектора Бориса Журавлёва в стиле сталинского неоклассицизма. В 1998 году к 200-летнему юбилею Мицкевича перед зданием установлен бюст поэта (скульптор Григорий Ястребенецкий, архитектор Станислав Одновалов).
- № 9 / Владимирский проспект, дом 13 — дом барона Б. А. Фредерикса, военного губернатора Санкт-Петербурга в середине XIX века. Здание в стиле классицизма построено в 1830 году по проекту архитектора Петра Плавова.
- № 10 — доходный дом С. А. Смурова. Здание в стиле модерн построено в 1900 году по проекту архитектора Иосифа Мошинского.
- № 10 х/ Владимирский проспект, дом 11 — дом почт-директора Пряничникова (1839, архитектор Василий Морган). В 1842—1845 годах в этом доме жил Фёдор Достоевский, здесь он написал роман «Бедные люди». В память об этом на доме со стороны Графского переулка установлена мемориальная доска.